# Слобода (Бурятія)
Слобода (рос. Слобода) — село Бичурського району, Бурятії Росії. Входить до складу Сільського поселення Посельське.
Населення — 556 осіб (2015 рік).